# Cladocarpus bocki
Cladocarpus bocki är en nässeldjursart som beskrevs av Jäderholm 1919. Cladocarpus bocki ingår i släktet Cladocarpus och familjen Aglaopheniidae. Inga underarter finns listade i Catalogue of Life.